# Roland Meier
Roland Meier, nacido el 22 de noviembre de 1967 en Dänikon, fue un ciclista suizo, profesional entre 1994 y 2001.

## Palmarés
| 1990 (como amateur) - 1 etapa de la Ronde de l'Isard d'Ariège 1993 (como amateur) - 2 etapas de la Vuelta a Austria - Tour de Schynberg - 1 etapa del Tour de Vaucluse - 2.º en el Campeonato de Suiza Contrarreloj - 3.º en el Campeonato del mundo en contrarreloj por equipos 1995 - Campeón de Suiza de Contrarreloj 1996 - Tour de Schynberg 1997 - Gran Premio de Winterthur - 1 etapa del Gran Premio Guillermo Tell - 2.º en el Campeonato de Suiza en Ruta 1998 - 3.º en el Campeonato de Suiza Contrarreloj |

## Resultados en las grandes vueltas
| Carrera              | 1994 | 1995  | 1996 | 1997 | 1998 | 1999 | 2000 | 2001 |
| -------------------- | ---- | ----- | ---- | ---- | ---- | ---- | ---- | ---- |
| Giro de Italia       | -    | Ab.   | -    | -    | -    | -    | -    | -    |
| Tour de Francia      | -    | -     | -    | -    | 7.º  | 15.º | 44.º | -    |
| Vuelta a España      | 99.º | 108.º | -    | -    | -    | Ab.  | -    | -    |
| Mundial en Ruta      | Ab.  | -     | 38.º | Ab.  | Ab.  | Ab.  | -    | -    |
| Mundial Contrarreloj | -    | -     | -    | 14.º | -    | -    | -    | -    |

-: no participa 

Ab.: abandono 

## Equipos
- TVM (1994-1995)
- PMU Romand-Bepsa (1996)
- Post Swiss Team (1997)
- Cofidis (1998-2000)
- Team Coast (2001)